# MALAT1
Le MALAT1 (pour « metastasis associated lung adenocarcinoma transcript 1 ») est un long ARN non codant. Son gène est MALAT1 situé sur le chromosome 11 humain.

## Rôle
Il est exprimé particulièrement au niveau des poumons et du pancréas.
Dans les cancers, il intervient dans la migration cellulaire et l'invasion des tissus sains.
Au niveau vasculaire, il favorise le développement des cellules endothéliales, des cellules musculaires lisses et de la vascularisation. Chez le diabétique, il intervient ainsi dans la néovascularisation.
Au niveau moléculaire, il interagit avec la voie du P38-MAPK. Il inhibe l'expression du TNF-alpha et de l'interleukine 6 en empêchant la fixation du NF-κB sur l'ADN. Il favorise certains types d'épissage en jouant sur la phosphorylation de certains facteurs. Il cible également plusieurs micro-ARNs, dont le 506, le 1, le 200, 145 et le 206, ce qui favorise la prolifération de certains cancers. De même, son interaction avec le miR-101b régule l'expression du RAC1, favorisant la fibrose hépatique.

## En médecine
Il est exprimé par de nombreux cancers dont certains cancers bronchiques non à petites cellules et sa présence semble corrélée avec un risque plus important de métastases.
Il serait protecteur quant à la formation de l'athérome, inhibant la prolifération des cellules hématopoïétiques.